# Maršić
Maršić (cyr. Маршић) – wieś w Serbii, w okręgu szumadijskim, w mieście Kragujevac. W 2011 roku liczyła 267 mieszkańców.